# Thamnotettix
Thamnotettix — род цикадок из отряда полужесткокрылых. 

## Описание
Цикадки размером 5-8 мм. Стройные и Умеренно стройные, с тупоугольно-закругленно выступающей вперёд головой, которая по ширине примерно равна переднеспинке, переход лица в темя закругленный. В СССР 4 вида.  
- Thamnotettix confinis Zetterstedt, 1828
- Thamnotettix creticus Dlabola, 1974
- Thamnotettix dilutior (Kirschbaum, 1868)
- Thamnotettix exemptus Melichar, 1896
- Thamnotettix ghiliani Ferrari, 1892
- Thamnotettix minoides Dlabola, 1974
- Thamnotettix thrax Dlabola, 1965
- Thamnotettix zelleri  (Kirschbaum, 1868)